# Kim Min-jae
Kim Min-jae (Hangul: 김민재; Hanja: 金玟哉; født 15. november 1996) er en sydkoreansk professionel fodboldspiller, som spiller for Bundesliga-klubben Bayern München og Sydkoreas landshold.

## Klubkarriere

### Gyeongju og Jeonbuk
Kim begyndte sin karriere med den semi-professionelle klub Gyeongju KHNP. Han skiftede i december 2016 til Jeonbuk Hyundai Motors. Han blev i 2017 og 2018 sæsonerne valgt som del af årets mandskab i K League, da Jeonbuk vandt mesterskabet i begge sæsoner.

### Beijing Guoan
Kim skiftede i januar 2019 til Beijing Guoan.

### Fenerbahçe
Efter at have imponeret i Kina, tiltrak han interesse fra europæiske klubber, og i august 2021 skiftede han til tyrkiske Fenerbahçe.

### Napoli
Efter en imponerende sæson i Tyrkiet, skiftede Kim i juli 2022 til Napoli. Han var del af Napolis trup, som vandt Serie A-mesterskabet i 2022-23 sæsonen, og han blev her kåret som ligaens bedste forsvarsspiller i sæsonen.

### Bayern München
Kim skiftede i juli 2023 til Bayern München i en aftale som gjorde ham til den dyreste spiller fra Asien nogensinde.

## Landsholdskarriere

### Ungdomslandshold
Kim har repræsenteret Sydkorea på flere ungdomsniveauer.

### Seniorlandshold
Kim debuterede for Sydkoreas landshold den 31. august 2017.

## Titler
Jeonbuk Hyundai Motors
- K League 1: 2 (2017, 2018)

Napoli
- Serie A: 1 (2022-23)

Sydkorea U/23
- Asiatiske Lege: 1 (2018)

Individuelle
- K League 1 Bedste unge spiller: 1 (2017)
- K League 1 Årets hold: 2 (2017, 2018)
- AFC Asian Cup Turneringens hold: 1 (2019)
- Serie A Bedste forsvarsspiller: 1 (2022-23)
- Serie A Sæsonens hold: 1 (2022-23)